# Platalearostrum
Platalearostrum is een geslacht van uitgestorven dolfijnen. Het kwam 2 tot 3 miljoen jaar geleden voor in de Noordzee. De typesoort Hoekmans stompsnuitdolfijn (Platalearostrum hoekmani) werd voor het eerst beschreven in 2010. Volgens de onderzoekers zijn de sterkst nog levende verwanten de grienden.

## Beschrijving
Het geslacht betekent letterlijk 'lepelsnuit' (van platalea, lepel, en rostrum, snuit). De typesoort is vernoemd naar Albert Hoekman, een Nederlandse visser die een deel van de schedel van het dier opviste. De soort was 4 tot 6 meter lang. Hij had een zeer korte snuit met bovenkaken die zo ver uitstaken dat het dier een lepelvormige schedel moet hebben gehad. Daardoor had de kop waarschijnlijk een ballonvorm. Die vorm doet vermoeden dat het dier al over een geavanceerde vorm van echolocatie beschikte.